# Eupithecia multilineata
Eupithecia multilineata är en fjärilsart som beskrevs av Mann 1866. Eupithecia multilineata ingår i släktet Eupithecia och familjen mätare. Inga underarter finns listade i Catalogue of Life.